# پائولو روبرتو کوتکینو مهاجم میانی موفق
پائولو روبرتو کوتکینو مهاجم میانی موفق (ایتالیایی: Paulo Roberto Cotechiño centravanti di sfondamento) فیلمی کمدی به کارگردانی ناندو چیچرو و هنرنمایی آلوارو ویتالی است که در سال ۱۹۸۳ منتشر شد.

## گزیدهٔ بازیگران
- آلوارو ویتالی
- کارمن روسو
- ماریو کاروتنوتو
- تیبریو مورجا
- فرانکا والری
- جان کارلو فوزکو
- انتسو آندرونیکو
- موانا پوتسی